# Albert-Schweitzer-Realschule (Bocholt)
Die Albert-Schweitzer-Realschule in Bocholt ist eine 1948 gegründete öffentliche Schule für Jungen und Mädchen, Schulträger ist die Stadt Bocholt.

## Lage
Standort Herzogstraße 14

Das Hauptgebäude mit der Schulleitung, dem Sekretariat und der Aula der Schule liegt an der Herzogstraße 14. In den drei Schulgebäuden an diesem Standort (Auf der Recke, Sondergebäude, Herzogstraße) sind die Jahrgangsstufen 7 bis 10 mit ihren Klassenzimmern, die naturwissenschaftlichen Fachräume (Physik, Biologie, Chemie), eine Lehrküche, der Raum für die Berufsorientierung sowie ein PC-Raum untergebracht. Der ehemalige Wasserturm der Stadt Bocholt wird von zwei Klassen genutzt, außerdem befindet sich dort ein PC-Raum.

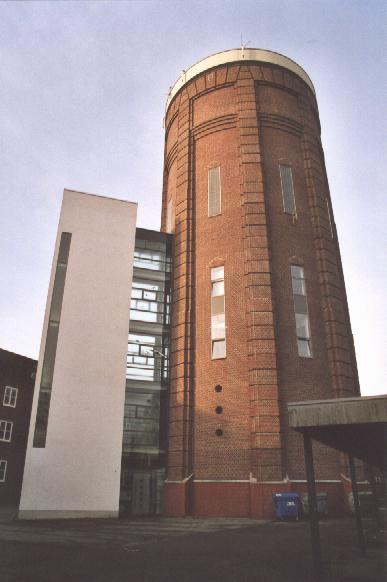
Der Bocholter Wasserturm

Erprobungsstufenzentrum / Dependance

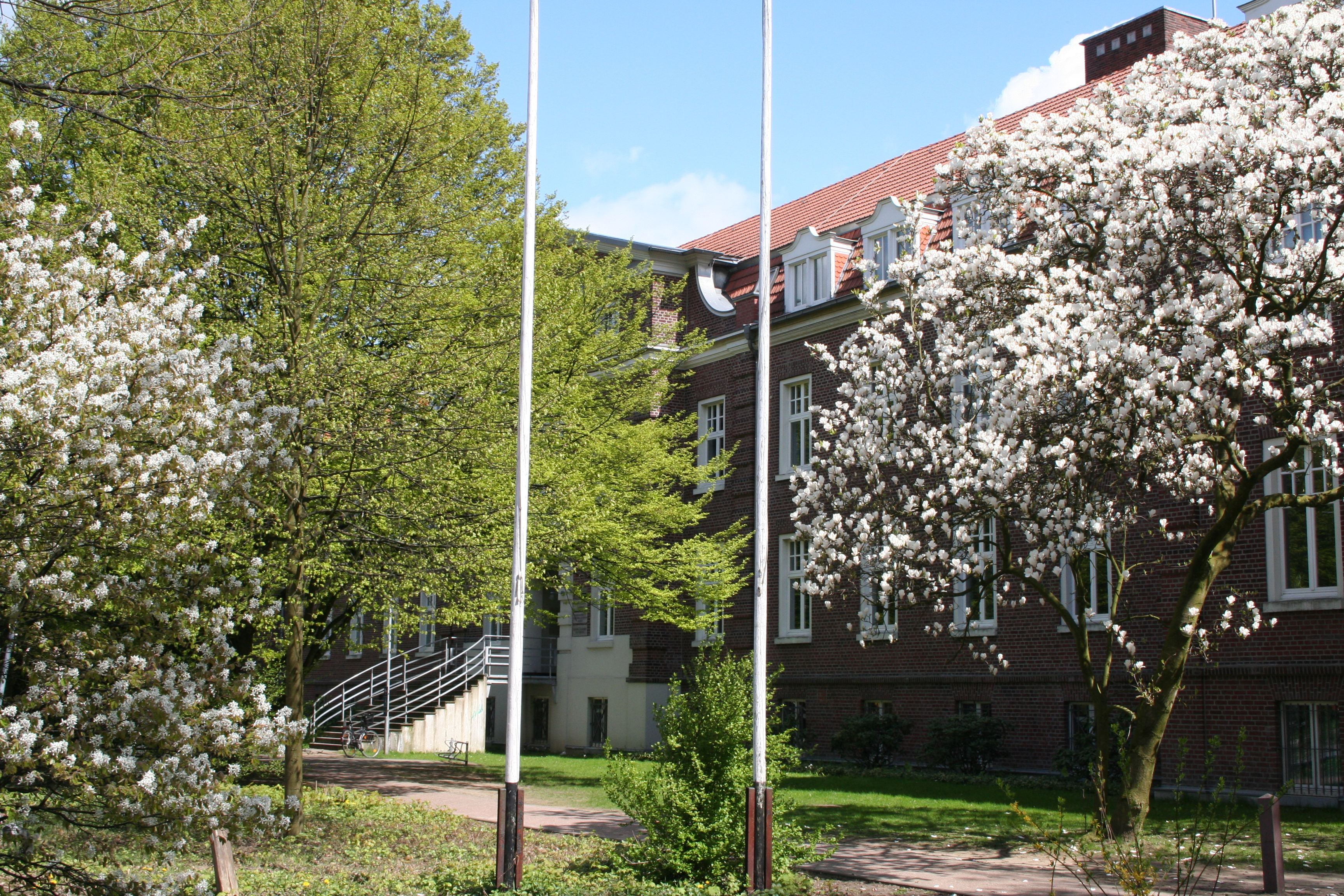
Die Dependance

In der Dependance am Stenernerweg werden die Jahrgangsstufen 5 und 6 unterrichtet. Hier befinden sich neun Klassenräume, die Mediothek (Leseninsel) der Schule, ein PC-Raum sowie naturwissenschaftliche Fachräume für die Unterstufe. Im Jahre 2015 wurde die ehemalige Langenbergschule von Grund auf umgebaut, modernisiert und zum Schuljahr 2015 / 2016 neu bezogen.

## Unterricht

### Unterrichtszeit
Aufgrund der längeren Wege zwischen den Schulgebäuden wurden die Pausenzeiten zwischen den einzelnen Stunden auf 10 statt 5 Minuten verlängert, die erste Unterrichtsstunde beginnt um 7:55 Uhr.

### AG-Angebot
- Anti-Rassismus-AG
- Aquarium-AG
- Biotop-AG
- Computer-AG
- Roboter-AG
- Schach-AG
- Schulband
- Theater-AG

### Didaktische Schwerpunkte
- In den Klassen 5 und 6 Förderung von Sozialkompetenzen durch das Programm Lion’s Quest, Leseförderung und SegeLn (selbstgesteuertes Lernen)
- In den Klassen 7 und 8 Schwerpunkt: Stärkung der Schülerpersönlichkeit durch Gewaltprävention und Suchtprävention
- In den Klassen 9 und 10 Schwerpunkt: Berufswahlplanung als Schulfach und Projekte zur Berufsorientierung

### Jährliche Feste und Turniere
- Der Lesewettbewerb in der Jahrgangsstufe 6
- Der Wettbewerb „Schönstes Klassenzimmer“
- Das Herbstturnier für die Jahrgangsstufen 7 und 8
- Das Weihnachtsturnier für die Klassen 5 und 6
- Das Internationale Fußballturnier für die Jahrgangsstufen 7 und 8, bei dem weitere Bocholter Schulen sowie Schulen aus den Niederlanden teilnehmen
- Tage religiöser Orientierung in der Jahrgangsstufe 10
- Das Lauffest Ende des Schuljahres, bei dem durch Sponsoren Geld für Sozialprojekte in São Paulo / Brasilien eingelaufen wird.
- Der ASR-Cup – die Schachmeisterschaft der ASR

### Partnerschulen
Die ASR unterhält ein Austausch- und Begegnungsprogramm mit dem Kandinsky College in Nimwegen / Niederlande, getragen von den Niederländisch-Kursen in der Jahrgangsstufe 9.

## Auszeichnungen
Die Albert-Schweitzer-Realschule ist seit Juli 2002 Schule ohne Rassismus – Schule mit Courage.